# Рубинштейн, Евгения Самойловна
Евгения Самойловна Рубинштейн (1891—1981) — советский учёный-климатолог и метеоролог, доктор географических наук (1937), профессор (1934). Заслуженный деятель науки РСФСР (1961).
Е. С. Рубинштейн является первой в России и в мире женщиной-климатологом, которая внесла огромный вклад в прогнозирование погоды и исследования изменений климата. Почётный член Всесоюзного географического общества.

## Биография
Родилась 12 января 1891 года в Нижнем Новгороде в семье мещан, позже семья переехала в Калугу.
В 1908 году окончила Калужскую женскую гимназию с золотой медалью. В 1913 году с отличием окончила Бестужевские высшие женские курсы по таким специальностям как астрономия и математика и в 1914 году — Санкт-Петербургский Императорский университет. С 1914 года в качестве адъюнкта Э. В. Штеллинга начинает свою научную деятельность в Главной геофизической обсерватории, в 1919 году становится старшим научным сотрудником этой обсерватории.
С 1932 года — заместитель директора, и с 1936 по 1941 год — директор Института климатологии, одновременно с 1932 по 1941 год — профессор географического факультета ЛГУ. В 1934 году приказом ВАК СССР ей было присвоено учёное звание профессор. В 1937 году было присвоено учёная степень доктор географических наук без защиты диссертации. С 1941 года в период Великой Отечественной войны находилась в эвакуации в Свердловске, где занималась обеспечением фронтов, необходимой им климатической и оперативной информацией в должности начальника 3-го отдела Главной Геофизической обсерватории ГУГМС Красной армии. В 1943 году «за заслуги в налаживании метеорологической службы Красной армии» награждена орденом Красной Звезды. С 1944 по 1950 год — заведующая кафедрой климатологии Ленинградского метеорологического института.
Е. Рубинштейн являлась автором около 130 научных трудов, в том числе монографий и сборников по климатологии и серии справочных изданий по климату СССР, таких как «Температура воздуха в Европейской части СССР» (1928) и «Температура воздуха в Азиатской части СССР» (1930). Являлась автором и редактором по температурному режиму и климату в томе 1-м «Большого Советского атласа мира» (1937), в томе 2-м «Морского атласа», «Физико-географического атласа мира» (1964) и тома 1-го «Атласа Антарктики» (1966). Е. Рубинштейн была одной из первых кто внедрил современные статистические методы анализа метеорологических данных в практику обработки сетевых рутинных наблюдений.
Скончалась 6 апреля 1981 года в Ленинграде.

## Награды
- Орден Ленина[3]
- Орден Красной Звезды (1943[5])
- Орден Знак Почёта[6]
- Медаль «За оборону Ленинграда» (1944[7])

### Звание
- Заслуженный деятель науки РСФСР (1961)[8]